# 中克羅伊茨峰

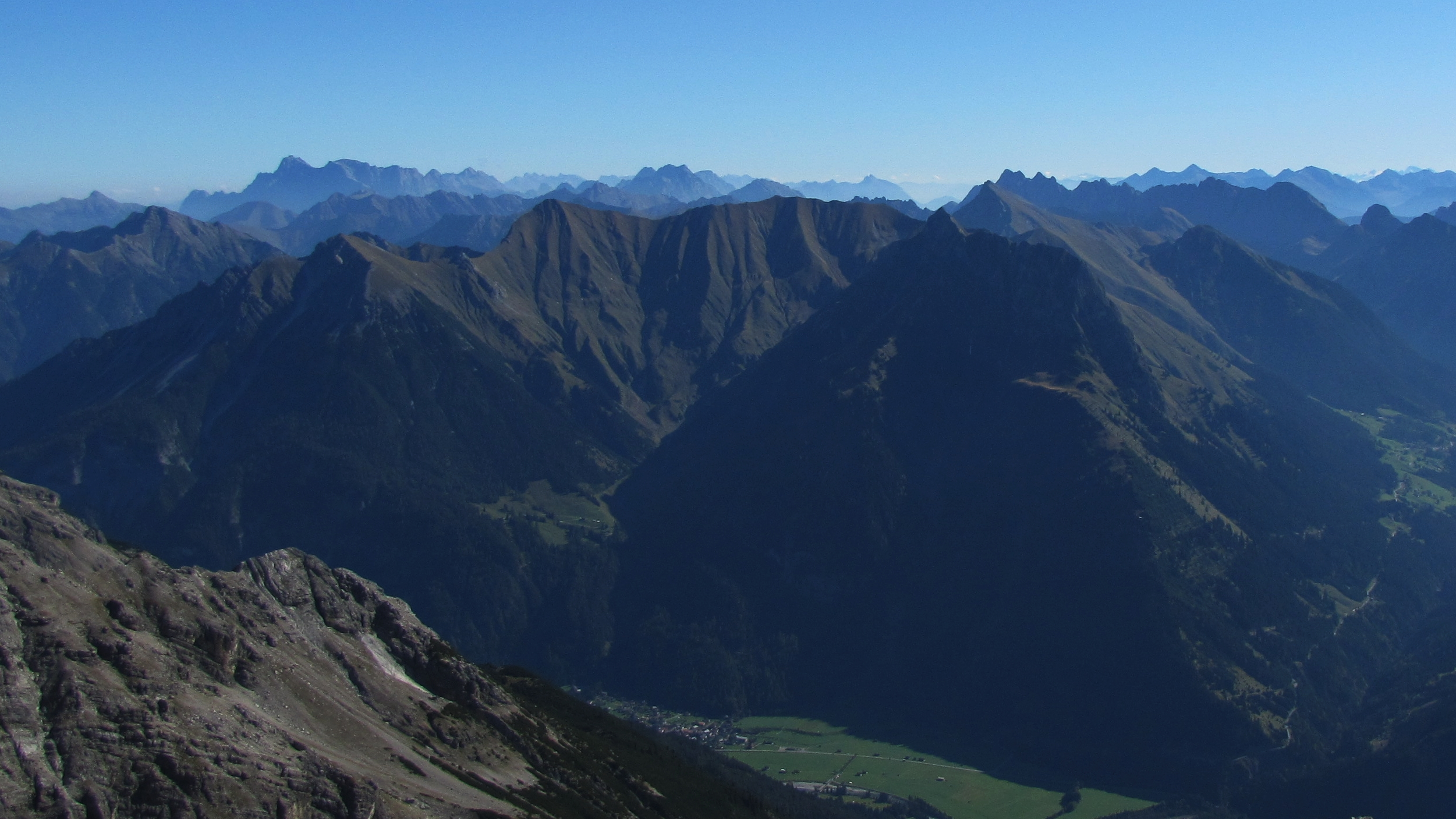

47°20′10″N 10°35′33″E / 47.33611°N 10.59250°E
中克羅伊茨峰（德語：Mittlere Kreuzspitze），是奧地利的山峰，位於該國西部，由蒂羅爾州負責管轄，屬於萊希塔爾阿爾卑斯山脈的一部分，距離楠洛瑟韋特峰4公里，海拔高度2,496米。